# 小野智彦
小野 智彦 (おの ともひこ、1968年7月 - )は、日本の弁護士。静岡県浜松市出身。東京弁護士会。
エンターテイメントロイヤーズネットワーク会員。日本奇術協会賛助会員。SAM (Society of American Magicians)会員。

静岡県立浜松北高校、中央大学法学部法律学科を経て1996年11月の司法試験に合格、1999年4月に司法修習(51期) を修了し弁護士登録し豊島法律事務所入所、翌年からパートナーとなった。
金色のガッシュ!!のカラー原稿を小学館が紛失した事件では雷句誠の代理人を務めた。